# Justicia suratensis
Justicia suratensis är en akantusväxtart som beskrevs av Imlay. Justicia suratensis ingår i släktet Justicia och familjen akantusväxter. Inga underarter finns listade i Catalogue of Life.